# Олинго

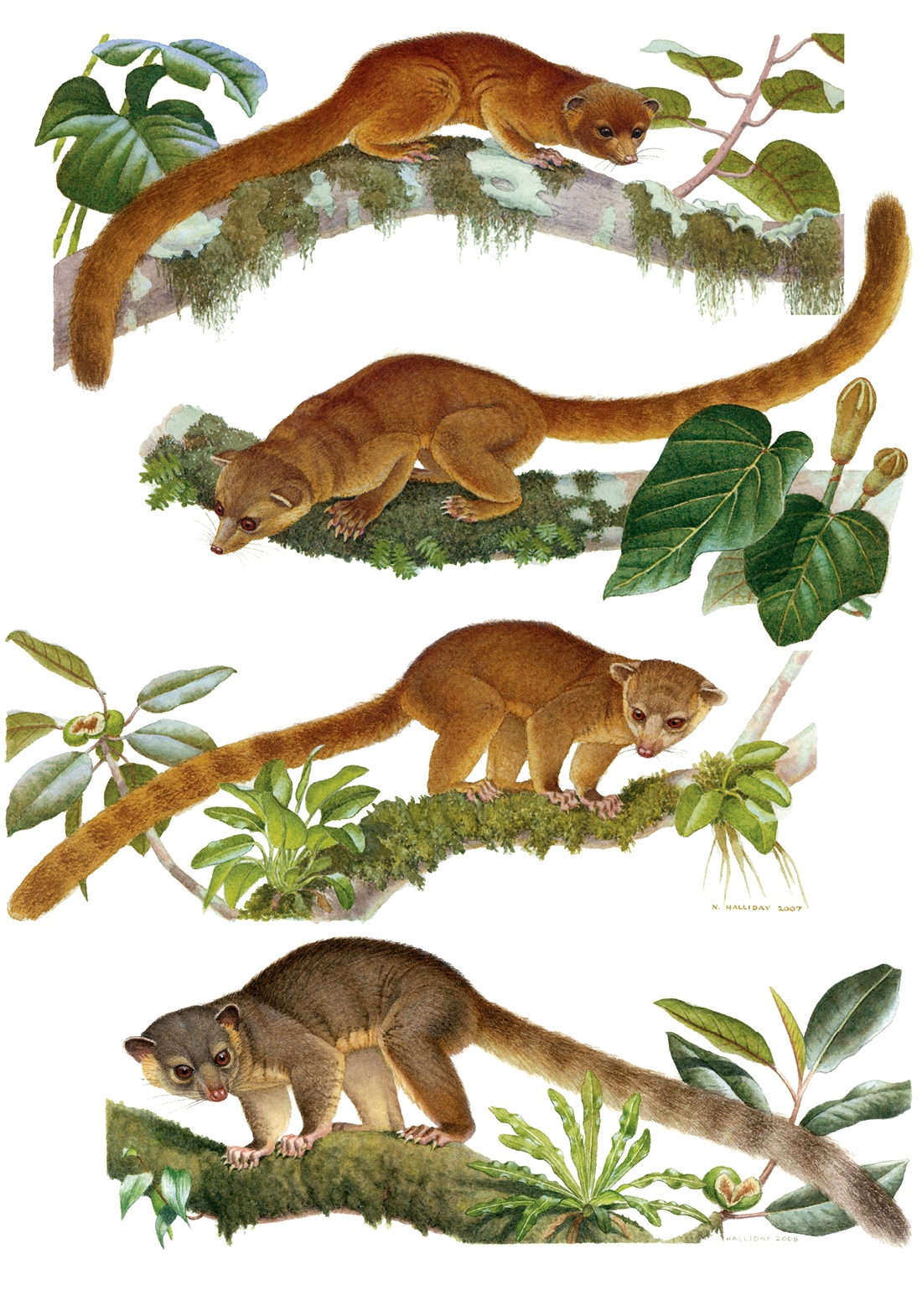
Сверху вниз: Bassaricyon neblina ruber, Bassaricyon medius orinomus, Bassaricyon alleni, Bassaricyon gabbii

Олинго (лат. Bassaricyon) — род млекопитающих из семейства енотовых отряда хищных.

## Описание
Длина тела 35—47 см, хвоста 40—48 см, масса от 0,7 до 2 кг. B. neblina — самый мелкий вид в семействе енотовых. Туловище удлинённое. Конечности относительно короткие, передние короче задних. Голова широкая, несколько уплощённая. Морда укороченная, заострённая. Уши средней величины, округлые. Глаза большие. Подошвы лап покрыты шерстью, пальцы с острыми искривлёнными когтями. Хвост покрыт удлинёнными волосами, не хватательный. Волосяной покров низкий, очень плотный и мягкий. Спина желтовато-бурая или золотистая с примесью чёрных и сероватых тонов. Брюхо бледно-желтоватое. На хвосте иногда заметны темноватые кольца. Имеют анальную пахучую железу, которую используют для мечения территории и привлечения особей противоположного пола. Генетические исследования показали, что ближайшими родственниками олинго являются носухи. Внешнее сходство между олинго и кинкажу является следствием параллельной эволюции.
Зубная формула: {\displaystyle I{3 \over 3}C{1 \over 1}P{4 \over 4}M{2 \over 2}=40}

## Ареал и места обитания
Обитают во влажных тропических и субтропических лесах Центральной и севера Южной Америки от Никарагуа до Перу. Встречаются в джунглях от уровня моря до высоты 2750 м.

## Образ жизни
Экология изучена слабо. Активны ночью. Ведут древесный образ жизни, превосходно лазают. Одиночные животные, но иногда встречаются небольшими группами на больших плодоносящих деревьях. Питаются преимущественно фруктами, хотя поедают также нектар и цветы, а также охотятся на насекомых и мелких позвоночных, в том числе теплокровных. В неволе охотно едят мясо. В помёте только один детёныш, который рождается с закрытыми глазами.
На олинго охотятся крупные кошки, такие как ягуар, и змеи. Избегают встреч с кинкажу, которые прогоняют их с деревьев. О продолжительности жизни в природе точных данных нет, предположительно не более 10 лет; в неволе доживали до 25 лет.

## Классификация
До недавнего времени рассматривали 5 видов олинго, однако после ревизии рода Bassaricyon, проведённой в 2013 году группой исследователей во главе с американским зоологом Кристофером Хелдженом, выделяют 4 вида олинго:
- Bassaricyon alleni — олинго Аллена
- Bassaricyon gabbii — пушистохвостый олинго
- Bassaricyon medius
- Bassaricyon neblina

Вид B. neblina был открыт в 2006 году Кристофером Хелдженом в Лас-Макинас в Андах Эквадора. Формальное описание этот вид получил в августе 2013 года.